# Kahlan Amnell
Kahlan Amnell es un personaje ficticio creado por Terry Goodkind en su saga de fantasía épica La Espada de la Verdad. Kahlan es la Madre Confesora de la Tierra Central, y es la última confesora viva. Además, está casada con Richard Rahl.
En la serie de televisión su personaje es interpretado por Bridget Regan, aunque en la serie tiene diferencias notables respecto a los libros, como por ejemplo que en la serie hasta el final del 5º capítulo de la segunda temporada hay más confesoras aparte de Kahlan, mientras que en las novelas Kahlan es la última confesora. Además, Kahlan tiene un poder antiguo que solo las confesoras más poderosas tienen; es la llamada cólera de sangre, una fuerza incontrolable en la cual, la confesora es capaz de confesar a varias personas a la vez sin necesidad que las toque.

## Descripción Física
Kahlan es una mujer muy atractiva con los ojos verdes (en la serie de televisión son azules), una larga melena castaña, y que suele llevar un vestido blanco cuando actúa como Madre Confesora. Tanto este vestido como su larga melena simbolizan su posición de máxima autoridad de la Tierra Central, es la Madre Confesora. Kahlan es más baja que Richard, y tiene su misma edad (al comienzo de la saga poco más de 20 años). Su vestido tiene una gran simbología, ya que cualquier ciudadano de la Tierra Central cuando ve este vestido identifica automáticamente que su portadora es la Madre Confesora. Este vestido está confeccionado con una tela blanca muy fina, sin ninguna clase de volantes o adornos. Además, suele llevar botas negras. En el caso de que no lleve el vestido, a Kahlan la identifican por su pose y por su larga melena